# لاک‌پشت پاقرمز
لاک‌پشت پا قرمز (نام علمی: Chelonoidis carbonaria) نام یک گونه از سرده لاک‌پشت‌های زمینی چلونویدیس است. این گونه در کشورهای آمریکای جنوبی یافت می‌شود. این لاک‌پشت یک گونه با طول متوسط است که تا ۳۰ سانتی‌متر رشد می‌کند اما بیشتر به طول ۴۰ سانتی‌متر دیده می‌شوند. رنگ این لاک‌پشت تیره با پاهایی به رنگ قرمز می‌باشد. زیستگاهش نیز نواحی حوضه آمازون است. این لاک‌پشت از گونه‌های همه‌چیزخوار است که از انواع، قارچ‌ها، مردار، و بی مهرگان تغذیه می‌کند. این گونه یکی از غذاهای محبوب جوار محسوب می‌شود. این لاک‌پشت با خطر تخریب و از دست رفتن زیستگاه روبه رو شده است.